# Capilla Tabernacl
La capilla Tabernacl es una de las capillas galesas del Valle inferior del río Chubut, ubicada en la calle Belgrano 341 en el centro de Trelew.
Construida por iniciativa de Williams Edward Williams y de la Señora Rhys Williams (que pertenecían a la Congregación Protestante Metodista Calvinista), constituye el edificio más antiguo en pie de Trelew, ya que abrió sus puertas en 1889.

## Características

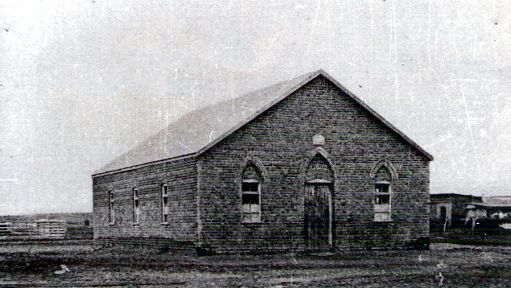
Vista de la capilla en sus primeros años.

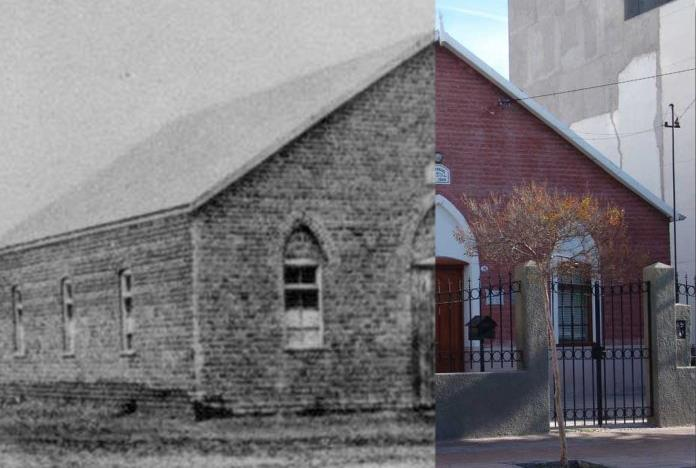
Comparación del estado de la capilla en el pasado y en la actualidad.

La capilla está construida con ladrillos cocidos, tiene techo de chapa de cinc a dos aguas. Los pisos, cielorrasos, ventanas y puertas de madera de pinotea, al igual que los púlpitos y bancos, pero con detalle de labrado y lustre, sin pintar, lo que permite apreciar la veta de la madera.
Su distribución de planta de planta rectangular, consta de un salón principal con púlpito al fondo, ventanas laterales y frontales alargadas, con bancos colocados centralmente y a los lados dejando dos pasillos. A continuación se ubica otro salón auxiliar llamado “vestry” utilizado generalmente como aula para los niños, reuniones sociales o cocina para preparar el té, etc.
El nombre "Tabernacl" (Tabernáculo) fue propuesto por la Sra. de William / E. William recordando la capilla homónima de Porthmadog (Gales), su pueblo.

## Historia
Fue levantada en el terreno donado por la Compañía del Ferrocarril Central del Chubut iniciándose los trabajos en 1888, como respuesta a la necesidad de contar con un espacio adecuado para canalizar su fervor religioso. Fue finalizada en los primeros meses de 1889. Se emplearon materiales y mano de obra de la Compañía del Ferrocarril.
No se conocen las personas que ejecutaron la carpintería original, pero se tiene testimonios de que en 1912 fueron renovados los bancos y el púlpito, a cargo de Owen Lloyd y Williams Williams. El 24 de marzo de ese año se reabren sus puertas, tras la llegada del Reverendo Jones, especialmente contratado desde Gales para hacerse cargo del servicio, por el término de dos años. En ese mes se realizó una colecta para la compra del armonio, existente aún hoy.
En 1917, fue uno de los primeros edificios de la ciudad en colocar luz eléctrica. En 1963, a raíz de una iniciativa de la Sociedad San David, se reemplazó la antigua verja de madera por la de hierro y la puerta original del frente por la actual. En 1986, se proyectó y ejecutó una ampliación por la cual se incorporó al edificio un local con destino a dependencias administrativas. La ampliación se ajusta a las características originales del edificio.